# Paladio de Antioquía
Paladio de Antioquía (en latín: Palladius) fue un patriarca de Antioquía entre los años 496 y 498. Le sucedió en la cátedra arzobispal Flaviano II, que regentó la diócesis de Antioquía entre 498 y 512. Paladio gobernó la Iglesia de Antioquía en un momento de pleno auge de la controversia monofisista. 

## Historia
Un ortodoxo oriental acérrimo como Paladio, que defendió el miafisismo durante su patriarcado, dio acogida al más famoso orador sirio de la época, Filoxeno de Hierápolis, que había sido consagrado obispo por su antecesor y aliado, Pedro de Antioquía.
También firmó el edicto de Zenón I llamado el henotikon.
| Predecesor: Juan II de Antioquía | Arzobispo de Antioquía 496 – 498 | Sucesor: Flaviano II |